# Helen Worth
Cathryn Helen Wigglesworth, más conocida como Helen Worth, es una actriz inglesa conocida por interpretar a Gail McIntyre en la serie Coronation Street.

## Biografía
Después de salir por casi siete años con el actor Michael Angelis, la pareja se casó en 1991, en 1995 Helen perdonó a Michael después de que este le fue infiel, sin embargo la pareja finalmente se divorció en el 2001 después de que Michael le fuera infiel de nuevo esta vez con la modelo Jennifer Khalastchi.
Más tarde Helen comenzó a salir con Simon Hopkinson, un dueño de un restaurante en Londres.
En 2011 comenzó a salir con Trevor Dawson, un maestro. En abril de 2012, Gail anunció que ella y Trevor se habían comprometido. La pareja se casó en 2013.

## Carrera
Entre 1968 y 1969, apareció en las películas Oliver!, The Prime of Miss Jean Brodie y Handful of Thieves, donde interpretó a Rosie.
En 1971 apareció como invitada en varios episodios de la serie Doctor Who. El 12 de julio de 1974, se unió al elenco principal de la exitosa serie británica Coronation Street, donde interpreta a Gail McIntyre hasta ahora.

## Filmografía
Televisión:
| Año             | Título                  | Personaje     | Notas                                       |
| --------------- | ----------------------- | ------------- | ------------------------------------------- |
| 1974 - presente | Coronation Street       | Gail McIntyre | 1,432 episodios                             |
| 1974            | The Carnforth Practice  | Ann Pollock   | episodio "Undue Influence"                  |
| 1974            | Within These Walls      | Betty         | episodio "The Group"                        |
| 1973            | Helen: A Woman of Today | Mandy         | 2 episodios                                 |
| 1972            | The Strauss Family      | Elsa          | episodio "Schanni"                          |
| 1971            | Doctor Who              | Mary Ashe     | serial Colony in Space                      |
| 1970            | Confession              | Cynthia       | 1,174 episodio "Just as the Sun Was Rising" |

Películas:
| Año  | Título                        | Personaje |
| ---- | ----------------------------- | --------- |
| 1969 | A Handful of Thieves          | Rosie     |
| 1969 | The Prime of Miss Jean Brodie | Alumna    |
| 1968 | Oliver!                       | Urchin    |

## Premios y nominaciones
| Año  | Categoría                             | Premio             | Serie             | Resultado |
| ---- | ------------------------------------- | ------------------ | ----------------- | --------- |
| 2014 | Outstanding Achievement Award         | British Soap Award | Coronation Street | Ganadora  |
| 2006 | Outstanding Achievement               | Inside Soap Award  | Coronation Street | Ganadora  |
| 2000 | Best Storyline (junto a Tina O'Brien) | British Soap Award | Coronation Street | Ganadores |